# Karl Johans gate

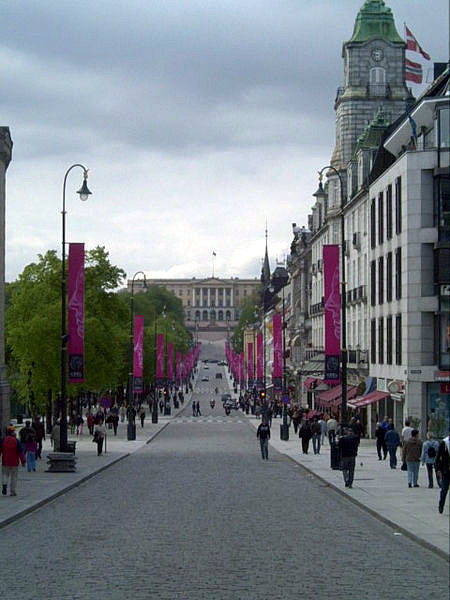
Karl Johans gate met aan het einde het Koninklijk Paleis

Karl Johans gate ("Karl Johans straat"), in de volksmond kortweg Karl Johan genoemd, is een grote, lange straat in Oslo in Noorwegen. De straat loopt van het Centraal Station naar het Koninklijk paleis van Oslo. De straat is vernoemd naar Karel III Johan van Noorwegen. Aan de straat liggen enkele bekende gebouwen, zoals het Storting (Het Noorse parlement), het Nationaal Theater, de Dom van Oslo en enkele universiteitsgebouwen. De meeste toeristenattracties liggen ook aan deze straat.
Op de nationale feestdag van Noorwegen op 17 mei is er een grote (vlaggen)parade die naar het Koninklijk Paleis leidt, waar de koninklijke familie op het balkon naar het publiek zwaait.

## Fotogalerij

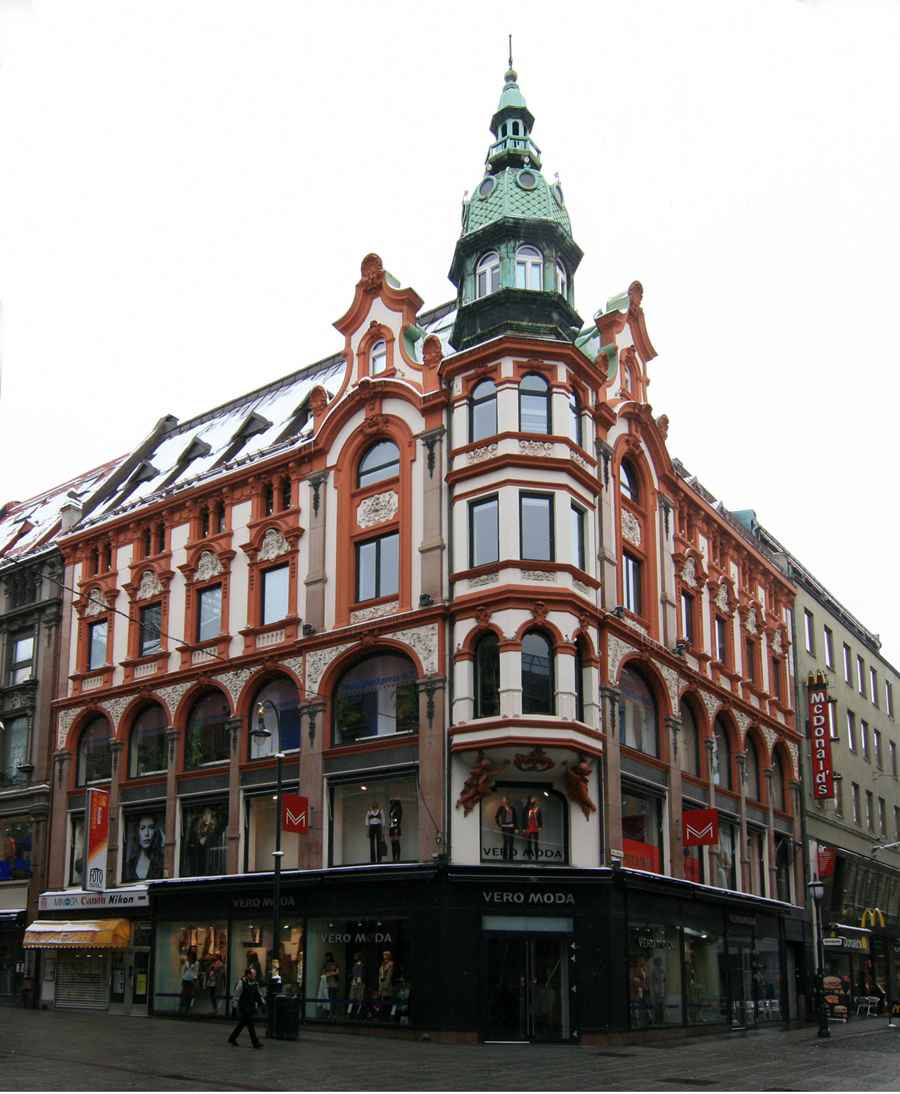
nr. 21
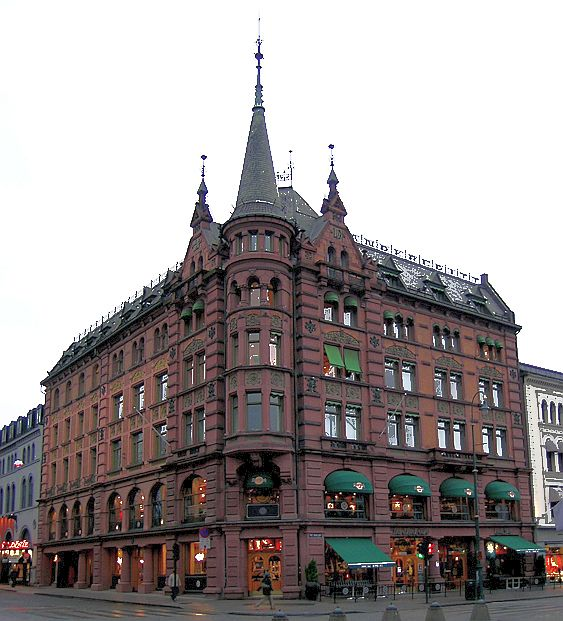
nr. 45
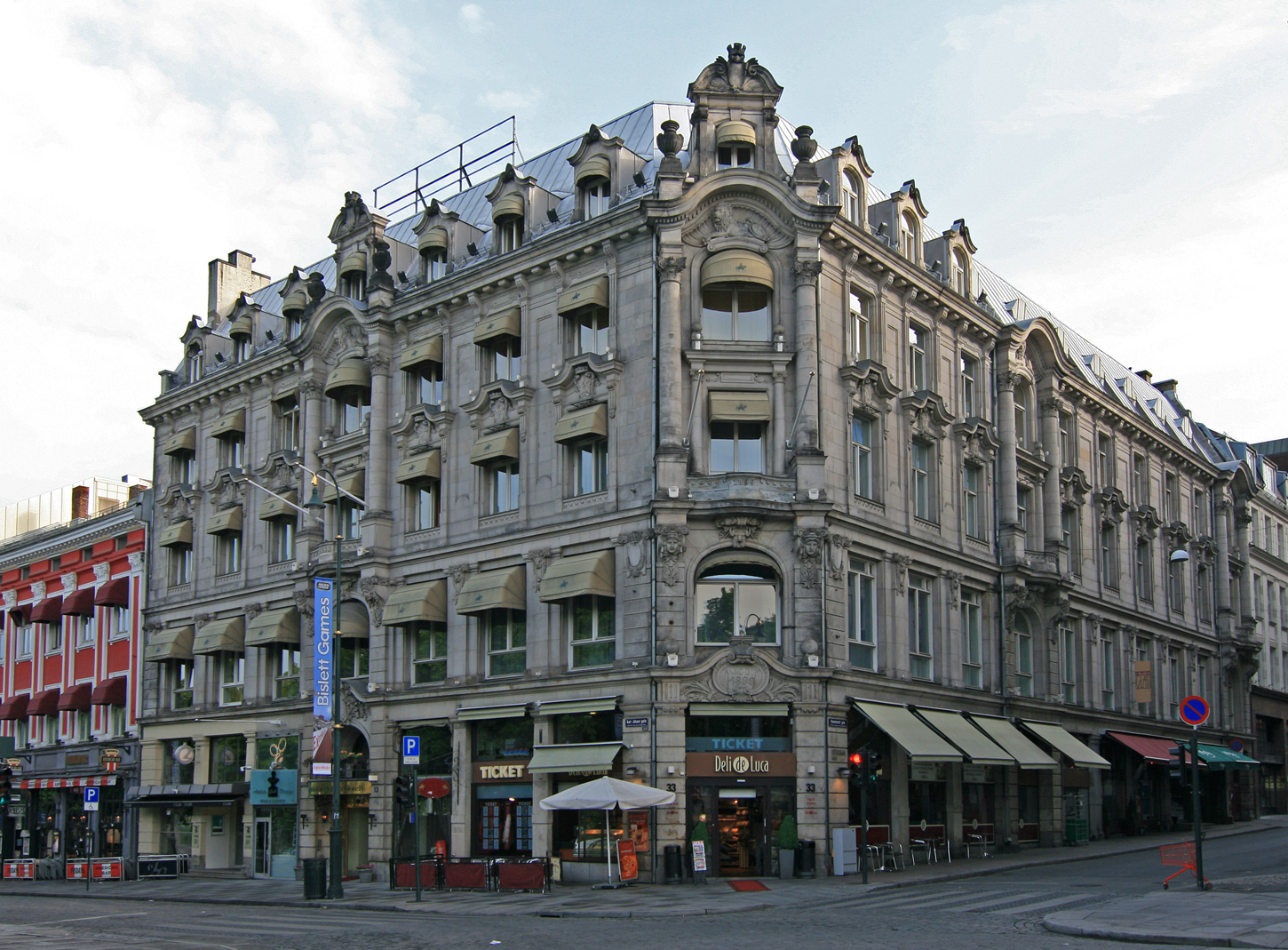
nr. 33
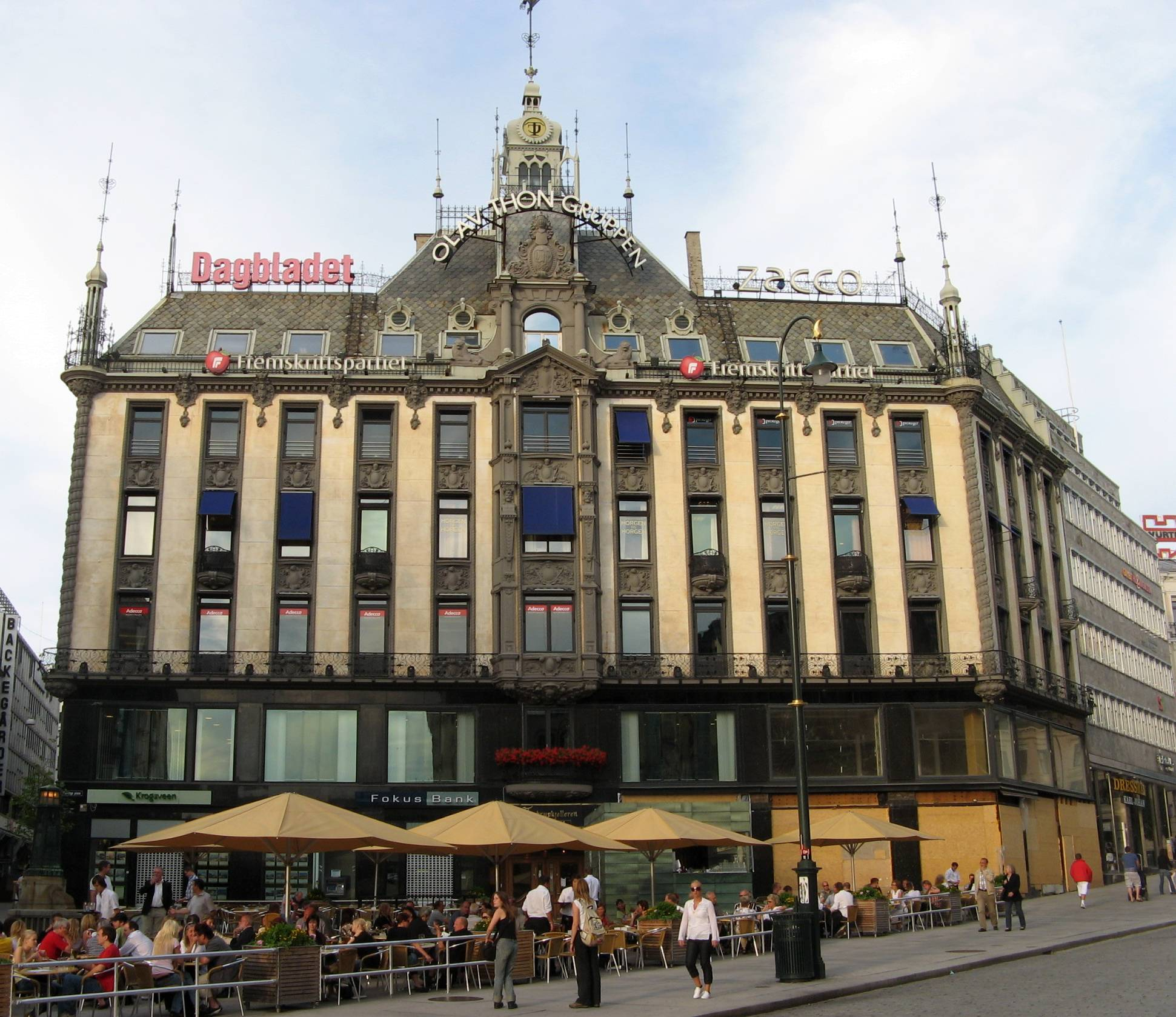
Tostrupgården
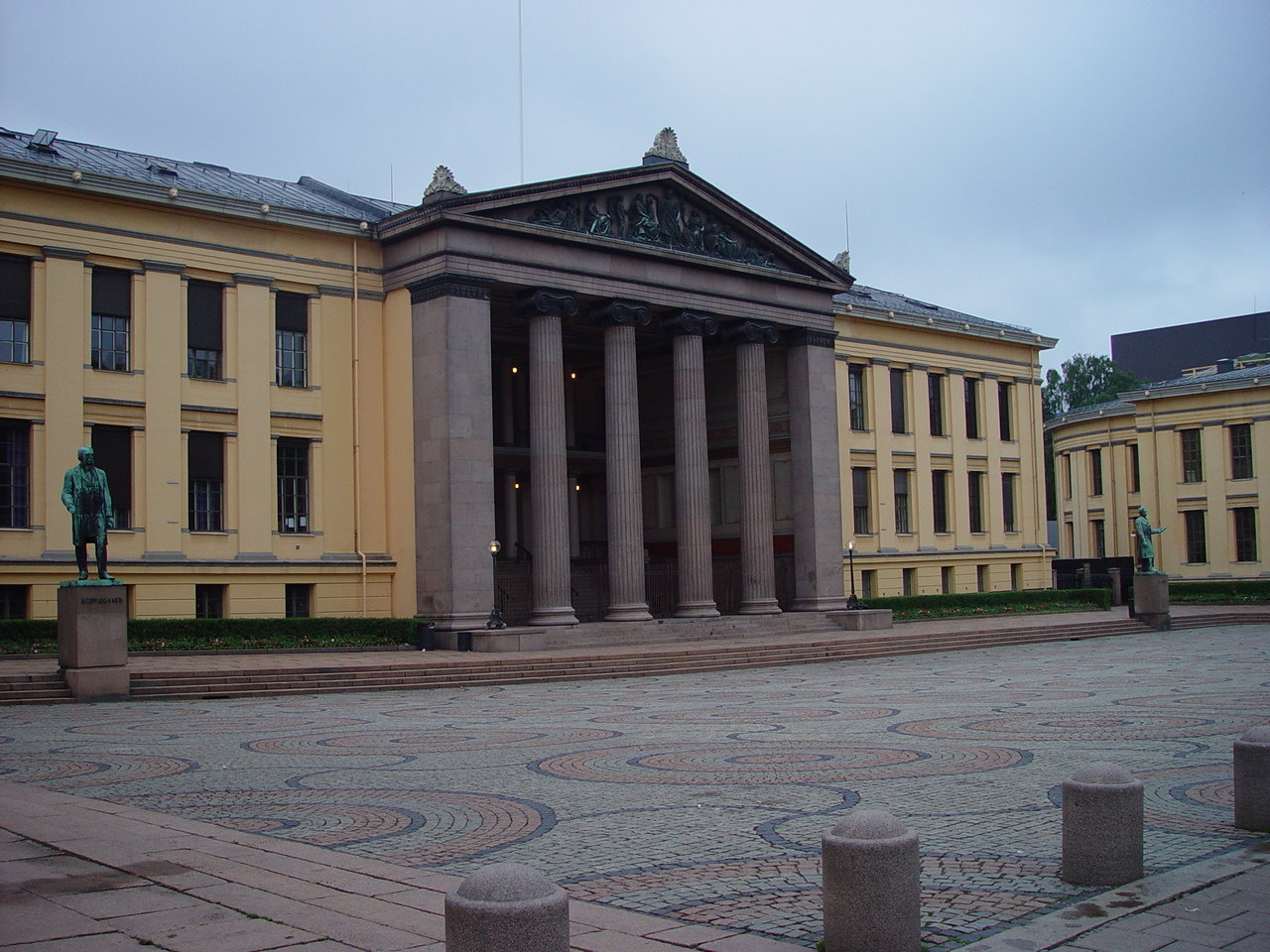
Universiteit van Oslo
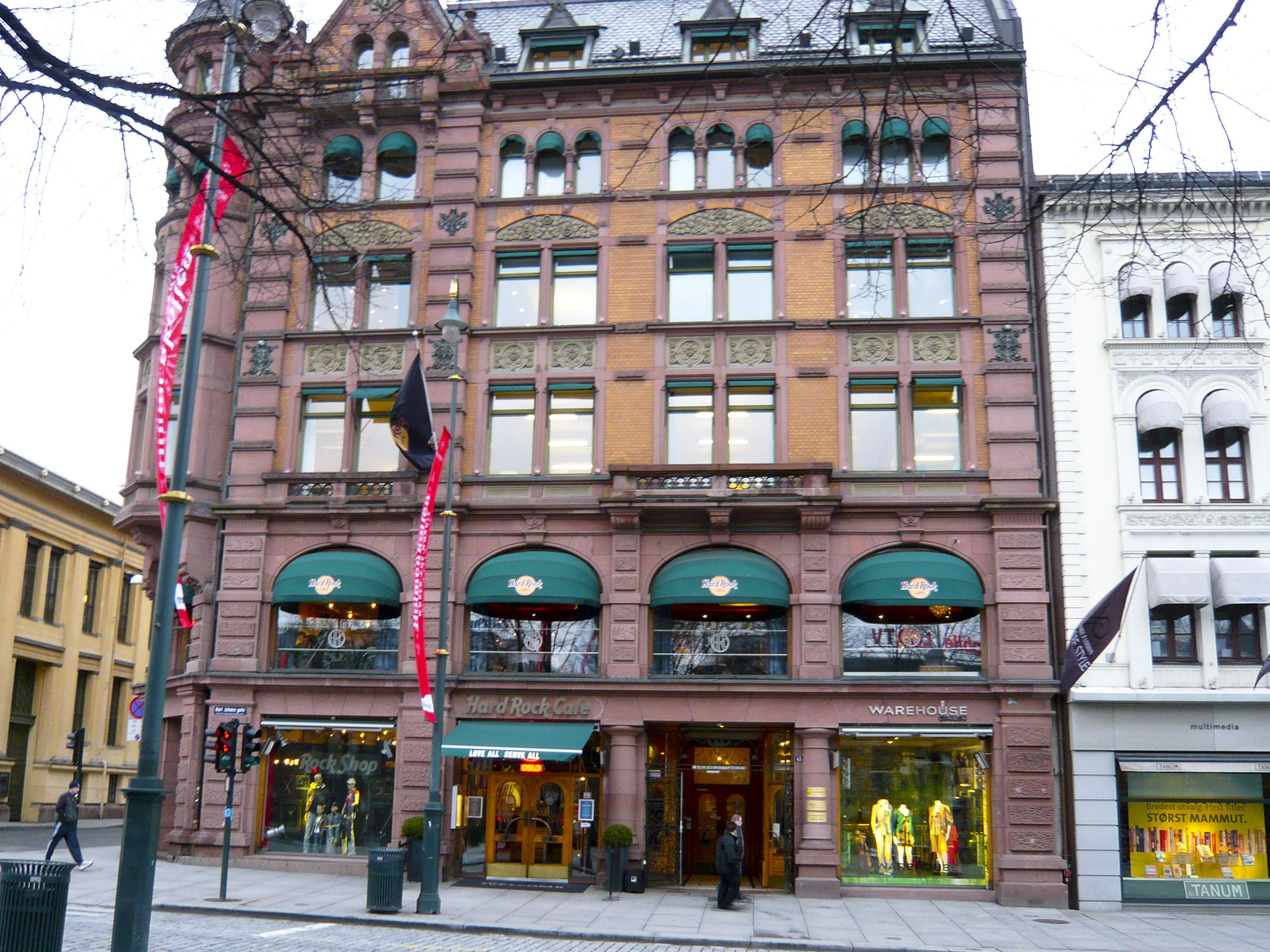
Hard Rock Cafe
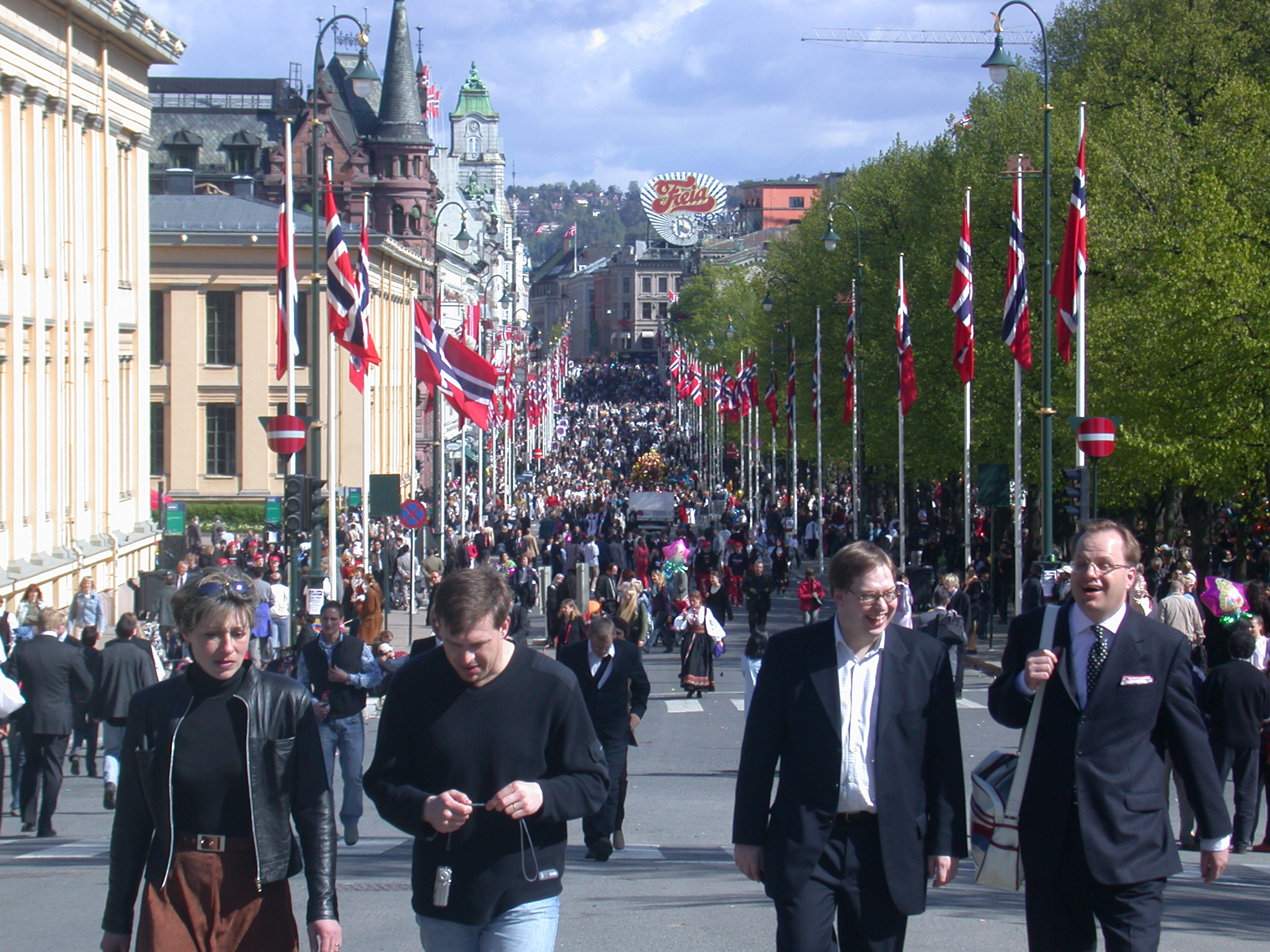
Optocht op nationale feestdag
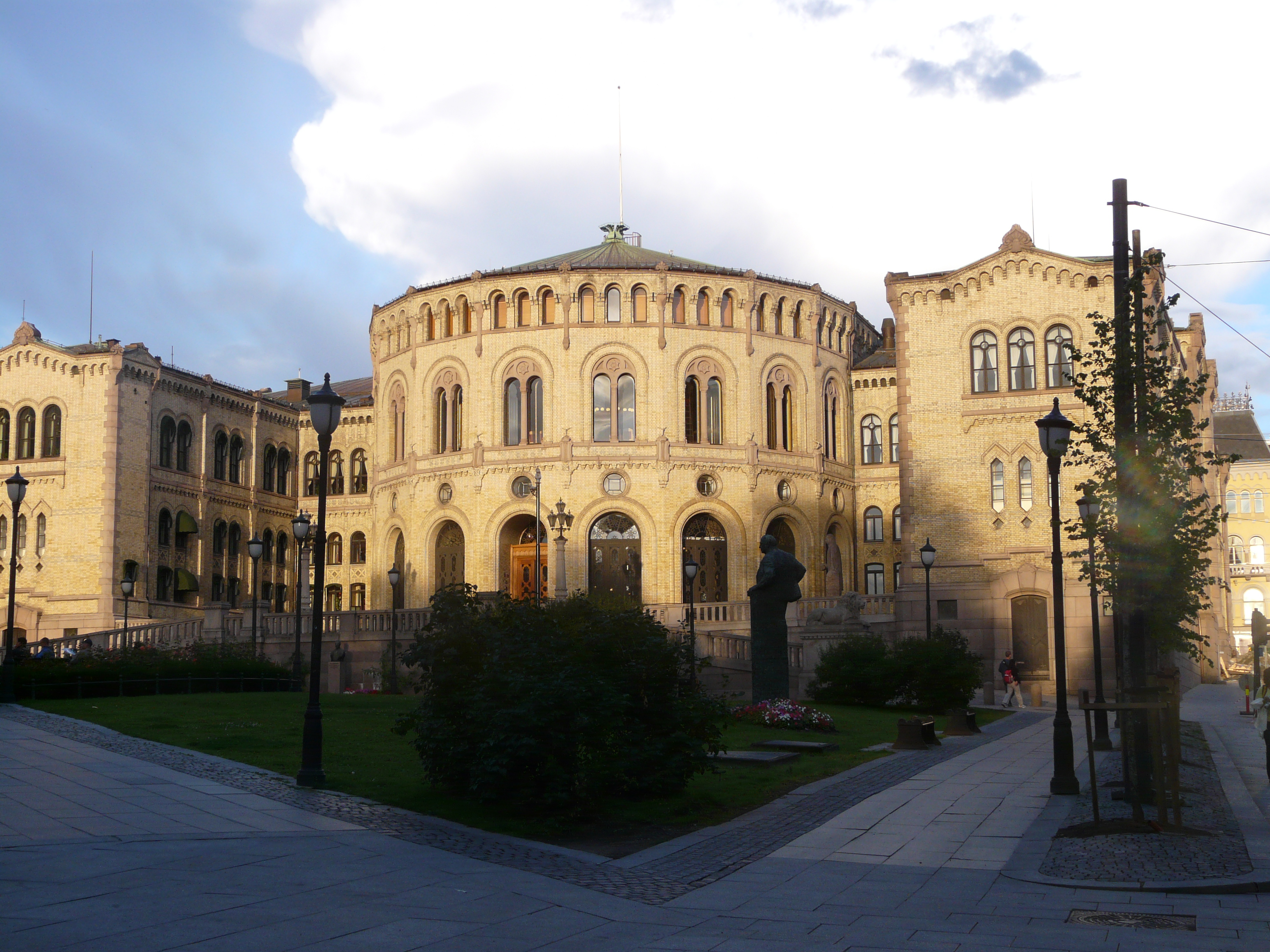
Storting